# Іщенко Микола Григорович
Микола Григорович Іщенко (нар. 23 грудня 1926, село Лузанівка, Кам'янський район, Черкаська область — 20 січня 2013, місто Київ) — український журналіст, письменник, публіцист, учений, громадський діяч, доктор філологічних наук (1976). Депутат Верховної Ради УРСР 9-го скликання Кандидат у члени ЦК КПУ в 1976—1981 роках.

## Біографія
У 1944 році — колгоспник колгоспу Кам'янського району Кіровоградської області.
З 1944 року — в Радянській армії. Учасник німецько-радянської війни з 1944 року. Служив заступником командира стрілецького відділення стрілецької роти 2-го стрілецького батальйону 347-го гвардійського стрілецького полку 106-ї гвардійської стрілецької дивізії.
У 1948 році закінчив Городищенський технікум плодоягідництва Київської області.
У 1948—1950 роках — 1-й секретар Городищенського районного комітету ЛКСМУ Київської області, завідувач відділу Київського обласного комітету ЛКСМУ.
Член ВКП(б) з 1949 року.
У 1952 році закінчив відділ журналістики Центральної комсомольської школи при ЦК ВЛКСМ.
У 1953 закінчив Київський педагогічний інститут імені Горького.
У 1952—1958 роках — на журналістській роботі у редакціях газет «Красноярский комсомолец» (РРФСР), «Молодь України» та у видавництві ЦК ЛКСМУ «Молодь».
У 1958—1959 роках — редактор бюлетеня відділу пропаганди і агітації ЦК КПУ. У 1959 — березні 1962 року — інструктор, завідувач сектору газет відділу пропаганди і агітації ЦК КПУ.
У березні 1962—1973 роках — редактор республіканської газети «Колгоспне село» (з 1965 року — «Сільські вісті»).
У 1973—1978 роках — завідувач відділу культури ЦК КПУ.
У 1978—1986 роках — старший науковий співробітник відділу історії комуністичного будівництва Інституту історії Академії наук Української РСР.
Працював професором на факультеті журналістики Київського державного університету. Тривалий час очолював журнал «На допомогу редакторові газети», з 1995 року — журнал для дітей і батьків «Дивосвіт».
Член Спілки письменників СРСР з 1960 року.
Відомі романи — «Сонячні межі», «Смуга відчуження», «Ближче як на сто голок», «Твердь», «Сусіди», «Полудень», «Скарб», «Твоє поле бою», «Барви літа», «Течія», «Для цього живу». Автор численних оповідань, повістей, нарисів, монографій та наукових статей з питань історії, літературознавства та публіцистики.
За цикл нарисів і памфлетів удостоєний республіканської премії імені Ярослава Галана (1972).
Помер 20 січня 2013 року в Києві.

## Нагороди
- орден Жовтневої Революції
- два ордени Трудового Червоного Прапора
- два ордени «Знак Пошани» (4.05.1962)
- орден Вітчизняної війни І ст.
- орден «За мужність» ІІ ст. (Україна)
- Почесна грамота Президії Верховної Ради Української РСР (22.12.1976)
- Премія імені Ярослава Галана